# 拓跋悉鹿
拓跋悉鹿（？—286年），其名一作拓跋悉祿，中國西晉初年時索頭部鮮卑族領袖，277年至286年在位，是南北朝時期北魏皇帝的先祖。其父為前任首領拓跋力微，拓跋沙漠汗、拓跋綽、拓跋祿官皆為其兄弟。277年，力微在各部離散的憂愁中去世，悉鹿繼位後仍然諸部離叛，國內紛擾，其勢遂衰。286年，悉鹿去世，弟拓跋綽繼立。北魏道武帝拓跋珪稱帝時，將悉鹿追諡為章皇帝。後代有拓跋因、拓跋壽樂。